# Diazonidae
Diazonidae — rodzina żachw z rzędu Enterogona, podrzędu Phlebobranchia.
Do rodziny zalicza się następujące rodzaje:
- Diazona Savigny, 1816
- Rhopalaea Philippi, 1843
- Tylobranchion Herdman, 1886